# Gustav Schreck
Pour les articles homonymes, voir Schreck.
Gustav Ernst Schreck (8 septembre 1849, Zeulenroda-Triebes - 22 janvier 1918, Leipzig) est un compositeur et pédagogue allemand. Il a été Thomaskantor du Chœur de l'église Saint-Thomas de Leipzig de 1893 à 1918, le 10e Thomaskantor après Johann Sebastian Bach.

## Œuvres (liste partielle)
Oratorios
- "König Fjalar", "Christus, der Auferstandene"
- Der dreizehnte Psalm. Herr, o Herr, wie lange!
  - I. Klage. Herr, wie lange willst du mein sogar vergessen?.
  - II. Bitte. Erleuchte meine Augen
  - III.Zuversicht.Ich aber hoffe darauf
- Der dreiundzwanzigste Psalm. Der Herr ist mein Hirte  pour Alto solo et Chœur à quatre voix
- Herr sei mir gnädig. nach Worten aus dem 25. Psaume pour Solistes et Chœur à quatre voix
- Tröste uns, Gott, unser Heiland (Psalm 85, Vers 5-8) pour Quatre solistes et Chœur à quatre voix
- Wie soll ich dich empfangen. Adventsmotette
- Gott mit uns. In Gottes Namen fahren wir pour Chœur de quatre à cinq voix
- Der Tag nimmt ab. pour Chœur à sept voix

Musique de chambre
- Sonate op.9 pour basson et piano
- Sonate op.13 pour hautbois et clavier